# レーゲンスブルクの和約
レーゲンスブルクの和約（レーゲンスブルクのわやく、独: Regensburger Stillstand, 西: Tregua de Regensburg, 英: Truce of Regensburg）、またはラティスボンの和約（ラティスボンのわやく、仏: Trêve de Ratisbonne, 西: Tregua de Ratisbona, 英: Truce of Ratisbon）は、1684年8月15日に締結された、再統合戦争の講和条約。条約はバイエルン選帝侯領のレーゲンスブルクにおいて、フランス王ルイ14世、神聖ローマ皇帝レオポルト1世、スペイン王カルロス2世の間で締結された。
条約により、ルイ14世がストラスブール、リュクサンブールを再統合し、現ベルギー領のコルトレイク、ディクスムイデはスペインに返還される。しかし、この条約は永久な和約ではなく、20年間の期限付きだった。